# Qin Zuyong
Qin Zuyong ou Ch'in Tsu-Yung ou Ts'in Tsou-yong, surnom: Yifen, noms de pinceau: Lengyan Waishi, etc. est un peintre de paysages  chinois du XIXe siècle, né en 1825, mort en 1884, originaire de Wuxi (vieille ville industrielle de la province du Jiangsu).  

## Biographie
Qin Zuyong est un peintre de paysages dans le style de Wang Shimin.

Il est l'auteur de deux traités sur la peinture, le Tongyin lunhua et le Huajue.